# Говени

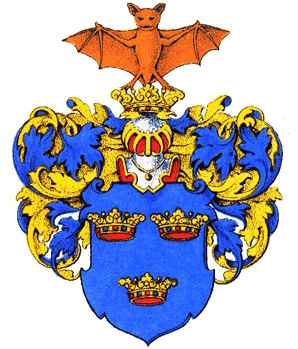
Герб Говенів (Балтійський гербовник).

Го́вени (нім. Howen), або фон дер Го́вени (нім. von der Howen) — німецький шляхетний рід голландського походження. Піддані Священної Римської імперії, Курляндії і Семигалії, Швеції, Російської імперії. Прізвище взято від маєтку Гуве (нім. die Hoeve), що розташований у Гельдерні (нідерландському Гелдерланді), поблизу кордону із Вестфалією. Вперше згадуються наприкінці XIV ст.: 1394 року під час війни німецького Мюнстера із голландським Девентером мюнстерський єпископ полонив якогось Ламберта ван дер Гувена (нід. Lambert van der Hoeven), який потім звільнився. Часті згадки про рід починаються з XVI ст. Чинне написання прізвища усталилося з середини XVII ст. Найбільш відомою є курлянська гілка роду, яка бере початок від лицаря Гейне ван дер Гове (нім. Heyne van der Hove), який служив лівонському магістру Йоганун фон Менгдену близько 1467 року в Ризі. 1475 року він отримав від магістра Бернгарда фон дер Борха маєтки в районі Мітави. Нащадки Гейне збільшили свої землеволодіння в Курляндії, які належали їм до 1843 року. 17 жовтня 1620 року фрайгер Ебергард фон дер Гове (нім. Eberhard von der Hove) був занесений до 1-го класу золотої книги курляндського лицарства. У XVIII ст. бічні гілки курляндських Говенів оселилися також в Ліфляндії та Естляндії. 1747 року Георг-Генріх фон Говен був занесений до реєстрів ліфляндського лицарства, а 1815 року Магнус-Густав фон дер Говен — до реєстру естляндського лицарства. Після приєднання Курляндії, Ліфляндії і Естляндії до Російської імперії Говени набули прав російського дворянства. 21 вересня 1853 року російський сенат визнав баронський титул Говенів.

## Прізвище
- Го́вени (нім. Howen), або фон дер Го́вени (нім. von der Howen) — сучасна назва, що стабільно зустрічається в німецьких джерелах з XVII ст.
- Го́ве (нім. Hove, Howe), або Говен (нім. Hoven, Howen) — у документах XVI ст.
- Го́фен (нім. Hofen), або Го́ффен (нім. Hoffen) — у документах XVI ст.
- Гувен (нід. Hoeven), або ван дер Гувен (нід. van der Hoeven) — у перших згадках XIV ст.
- Гу́ффе (нім. Huffe), або Гу́ффен (нім. Huffen) — у документах XVI ст.
- Хо́вени (рос. Ховен), або фон дер Ховени (рос. Ховен) — у російській історіографії з 2-ї половини ХІХ ст., через недоброзвучність г, хоча в офіційних документах російською записувалися як Говен, фон дер Говен[1].

## Герб
У синьому полі три золоті корони. Намет синій, підбитий золотом. У клейноді кажан із розкритими крилами.

## Представники

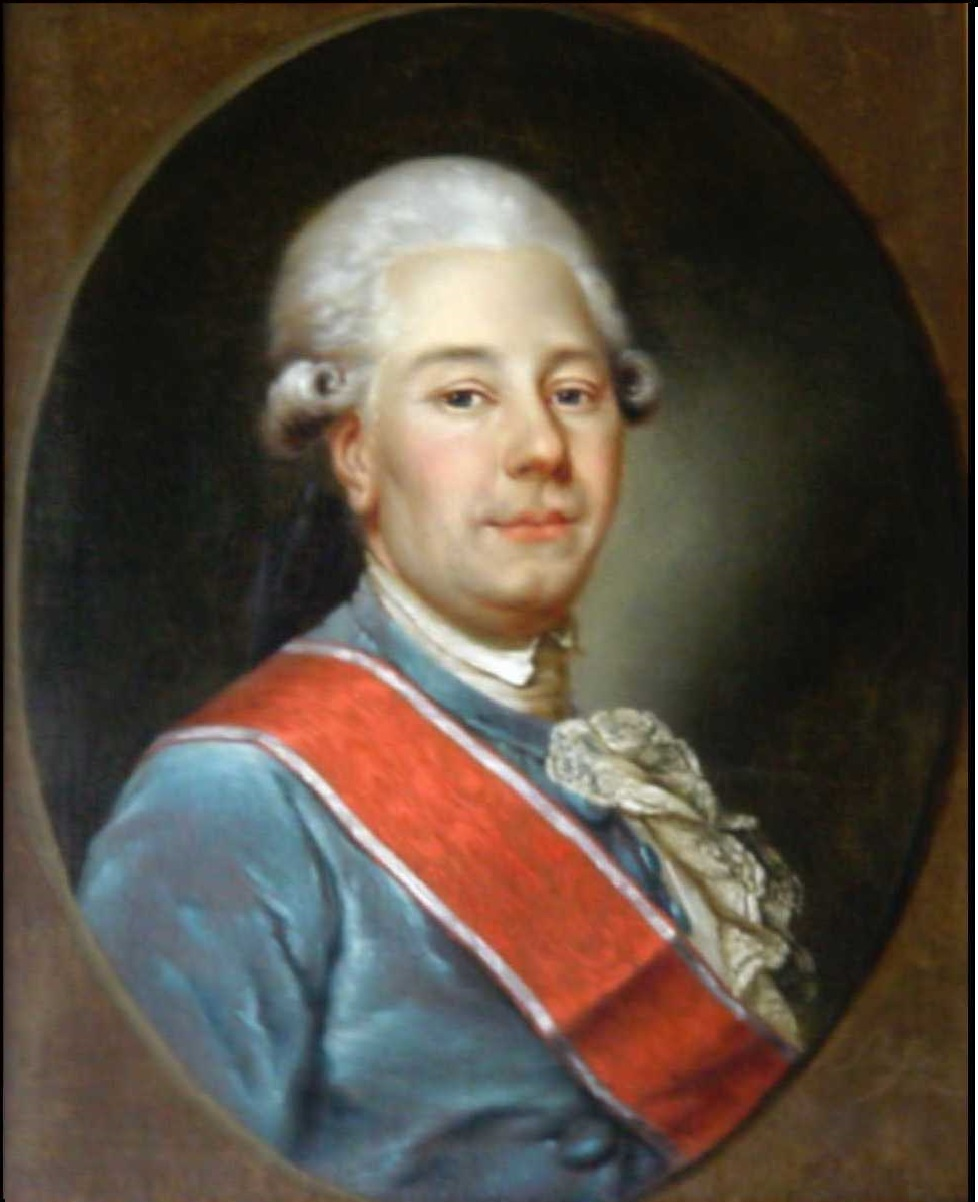
Отто-Герман

- Георг-Генріх (?—1729) ∞ Доротея-Єлизавета Шіллінг
  - Отто-Крістофер (1699—1775), ландгофмейстер. ∞ Єлизавета-Доротея фон Мірбах (1712—1779)
    - Ернст (1737—1798), курляндський правник, чиновник. ∞ 1. (1759) NN; 2. (1769) Маргаретта фон Ган[2].
      -  Магнус-Карл-Ернст (1772—1843), російський правник, чиновник. ∞ (з 1797) Маріанна фон Большвінг[3].
        - Кароліна (1799—1829) ∞ Маттіас фон дер Реке[4].
        -  Йоганн-Август-Карл (1803—1868), російський правник, чиновник. ∞ (з 1834) Августа фон Большвінг[5]

    - Анна (1739—1768)
    - Отто-Герман (1740—1806) — депутат Курляндського ландтагу, ініціатор російської анексії Курляндії
    - Георг-Генріх (1744—1816)
    -  Марія-Єлизавета (1745—1821)

- Отто-Йоганн (1737—1811), російський підполковник. ∞  Катаріна-Доротея фон Дюкер (1748—?)
  - Отто-Крістофер (1774—1848), нідерландський генерал-майор, художник. ∞ Юлія де Міст (1783—1832)
    -  Отто (1815—1843), лейтенант нідерландської армії.

  -  Марія-Гелена-Маргарета (1776—1840) ∞ Людвіг-Теодор Смолян (1774—1830)

### Довідники
- Genealogisches Handbuch der baltischen Ritterschaften. Teil 3-1: Kurland. Görlitz, 1930. Band I, S. 308—320.  [Архівовано 25 грудня 2015 у Wayback Machine.]
- Genealogisches Handbuch der baltischen Ritterschaften. Teil 2-1: Estland. Görlitz, 1930. Band I, S. 111—115; 4,16.  [Архівовано 14 липня 2020 у Wayback Machine.]
- Genealogisches Handbuch des Adels. Bd. 69, Freiherrliche Häuser A, Bd. XI, 1979, S. 118–134. (Band V, 1984, S. 382)
- Howen // Deutschbaltisches biographisches Lexikon 1710–1960. Köln-Wien, 1970, S. 340.